# BB R 1051+1052
Die Fahrzeuge R 1051 und R 1052 sind dampfgetriebene Schneeschleudern mit eigenem Antrieb der Berninabahn (BB), die seit 1944 zur Rhätischen Bahn gehört.

## Geschichte
Bei der zwischen 1908 und 1910 eröffneten Berninabahn war zunächst nur ein Sommerbetrieb vorgesehen, da die Strecke im Gegensatz zu anderen Alpentransversalen keinen Scheiteltunnel aufwies. Bereits wenige Jahre nach der Eröffnung entschied sich die Bahngesellschaft jedoch für einen ganzjährigen Verkehr. Dies erforderte den Bau zusätzlicher Tunnel und Galerien sowie die Beschaffung von Schneeschleudern. Ab dem Winter 1910/11 wurde die Strecke von Pontresina bis Alp Grüm bedient, und ab dem Winter 1914/15 wurde die Bahn durchgehend in Betrieb gehalten.
Die Bahn bestellte bei der Schweizerischen Lokomotiv- und Maschinenfabrik (SLM) nacheinander zwei dampfbetriebene Schneeschleudern, die in den Jahren 1910 (R 1051) und 1912 (R 1052) ausgeliefert wurden. Ein elektrischer Betrieb wurde ausgeschlossen, da die Fahrleitung nicht in der Lage gewesen wäre, gleichzeitig die erforderliche Leistung für den Betrieb des Schleuderaggregats (ca. 400 kW) und den Vortrieb der Schleuder (ca. 250 kW) bereitzustellen. Zudem befürchtete man Unterbrechungen der Energieversorgung bei starkem Schneefall.
Im Gegensatz zu den bisher gebauten Fahrzeugen, einschliesslich der zwei Dampfschleudern der RhB-Stammstrecke, sind die Bernina-Schleudern selbstfahrende Fahrzeuge. Dieses Konzept wählte die Berninabahn, weil die langen Fahrzeuge in den engen Kurven aufgrund der Entgleisungsgefahr nicht geschoben werden konnten und ausserdem für das Schieben in der 70 ‰ Steigung mehrere Dampflokomotiven erforderlich gewesen wären. Dennoch wurden die Schleudern normalerweise mit Schiebetriebfahrzeugen eingesetzt, um die gesamte Kesselleistung für die Dampfmaschine des Schleuderrades zur Verfügung zu stellen.
Mit der Übernahme der Berninabahn durch die Rhätische Bahn (RhB) erhielten die beiden Schleudern die neuen Bezeichnungen R 13 und R 14, die 1950 in Xrot d 9213 und 9214 wurden. Die Bezeichnung Xrot d setzt sich zusammen aus: X für Dienstfahrzeug, rot für rotierend und d für dampfbetrieben. Die beiden Schleudern waren bis 1967 im regelmässigen Einsatz, bevor sie durch modernere Schleudern ersetzt wurden.
1990 gelangte die 9214 zur Dampfbahn Furka-Bergstrecke (DFB), die sie 1996 im Tausch gegen die R 12 an die Museumsbahn Blonay–Chamby (BC) weitergab; die Xrot d 9213 wird hingegen im Heimatdepot in Pontresina weiterhin betriebsfähig gehalten. Heute wird sie hauptsächlich zu touristischen Zwecken im Rahmen von Fotofahrten eingesetzt, kommt aber gelegentlich auch noch bei der Schneeräumung zum Einsatz.

## Aufbau

SLM-Werkfoto noch ohne Verkleidung des Kessels

Die Schneeschleudern sind nach Bauart Meyer mit zwei dreiachsigen Triebdrehgestellen ausgestattet. Diese kurvengängige Konstruktion ermöglicht es, die 45 m-Bögen der Strecke zu befahren und gleichzeitig die Achslast von 7,5 t einzuhalten. Die Zylinder der beiden Triebgestelle sind gegen die Fahrzeugmitte angeordnet, während sich darüber die zwei Zylinder der Dampfmaschine des Schleuderradantriebs befinden. Das Schleuderrad hat einen Durchmesser von zweieinhalb Metern und kann maximal 170 Umdrehungen pro Minute ausführen. Die Schneeschleudern sind in der Lage, Schneemassen von bis zu drei Metern Höhe zu beseitigen. Der Kohlen- und Wasservorrat wird in einem zweiachsigen Schlepptender mitgeführt.

## Besondere Einsätze
1920 ist eine Schneeschleuder von einer Lawine erfasst worden und umgekippt. Durch den aus den Überdruckventilen austretenden Dampf wurden acht Personen tödlich verletzt.
Eine der beiden Schneeschleudern wurde an der Schweizerische Landesausstellung 1939 in Zürich gezeigt.
Die Xrot d 9214 wurde am 26. Januar 1968 zu einem einmaligen Grosseinsatz an der Arosabahn herangezogen. Geschoben von zwei ABDe 4/4 hatte sie die tiefverschneite Strecke zwischen Langwies und Arosa zu räumen und benötigte für den nur acht Kilometer langen Abschnitt acht Stunden.

## Bilder

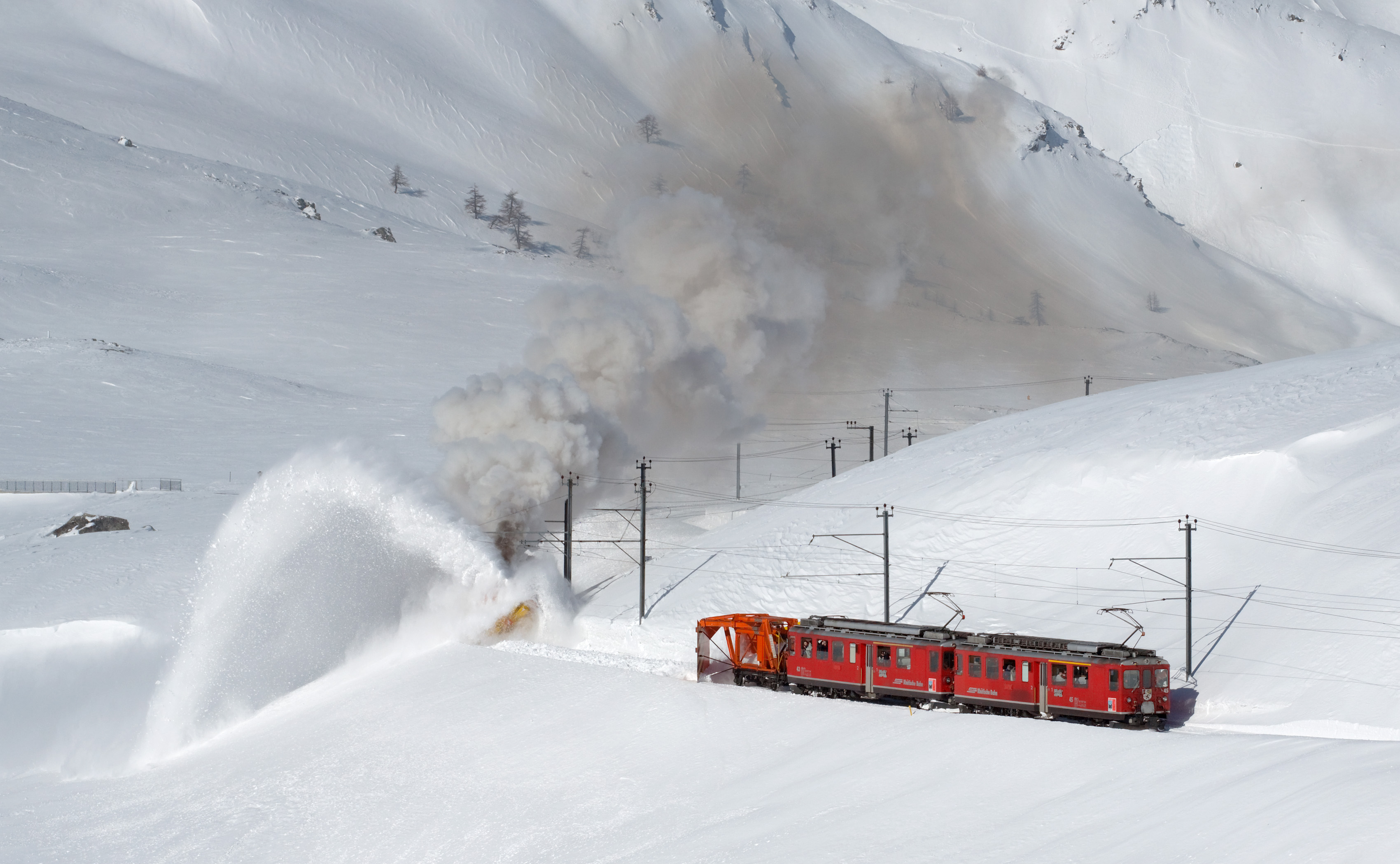
Die beiden Triebwagen ziehen einen Räumer, der das Profil vergrössert.
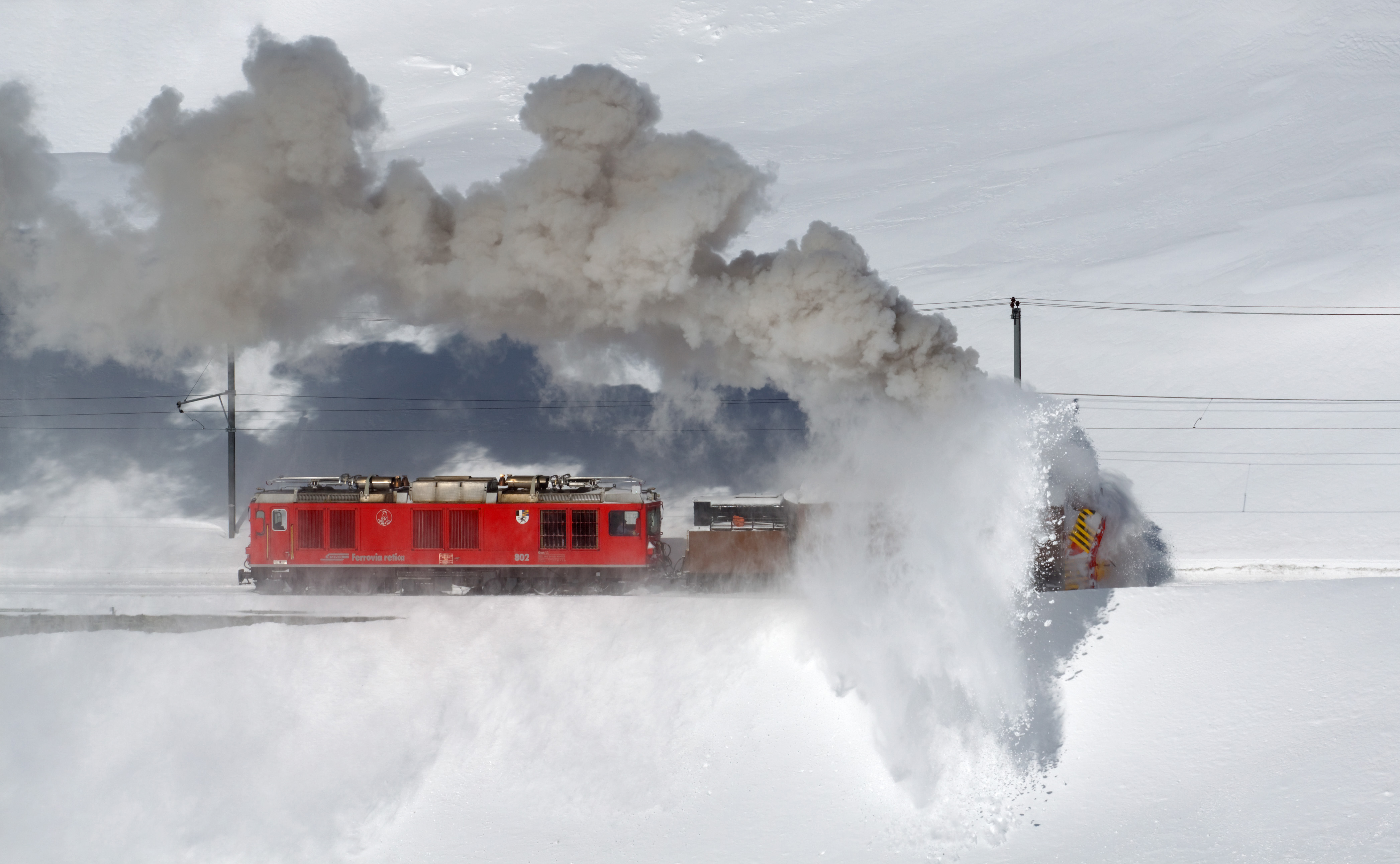
Es schiebt die Zweikraftlok Gem 4/4 802.
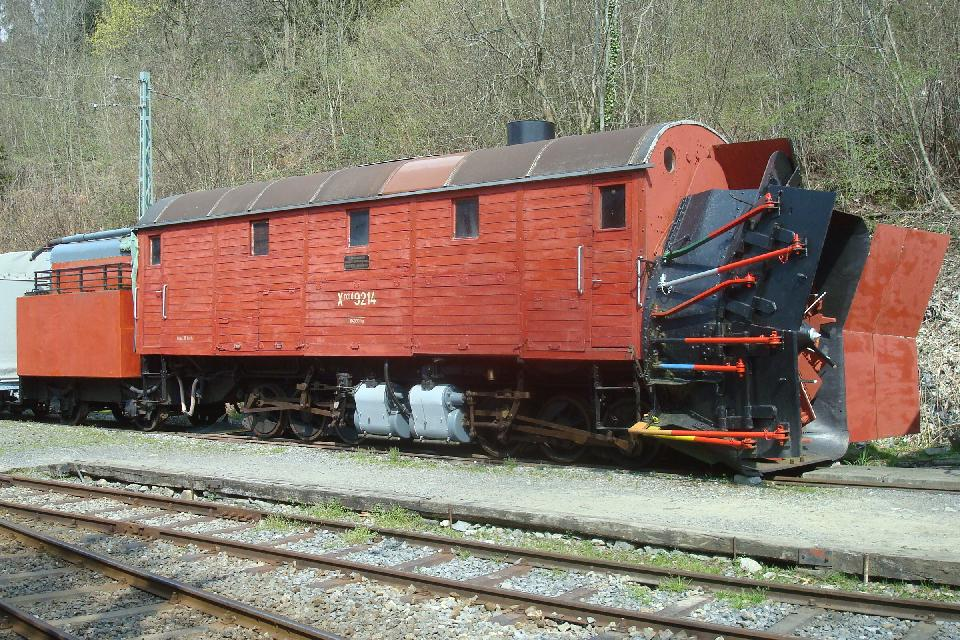
Dampfschneeschleuder R 1052 der Berninabahn, bei der Museumsbahn Blonay-Chamby 2010.
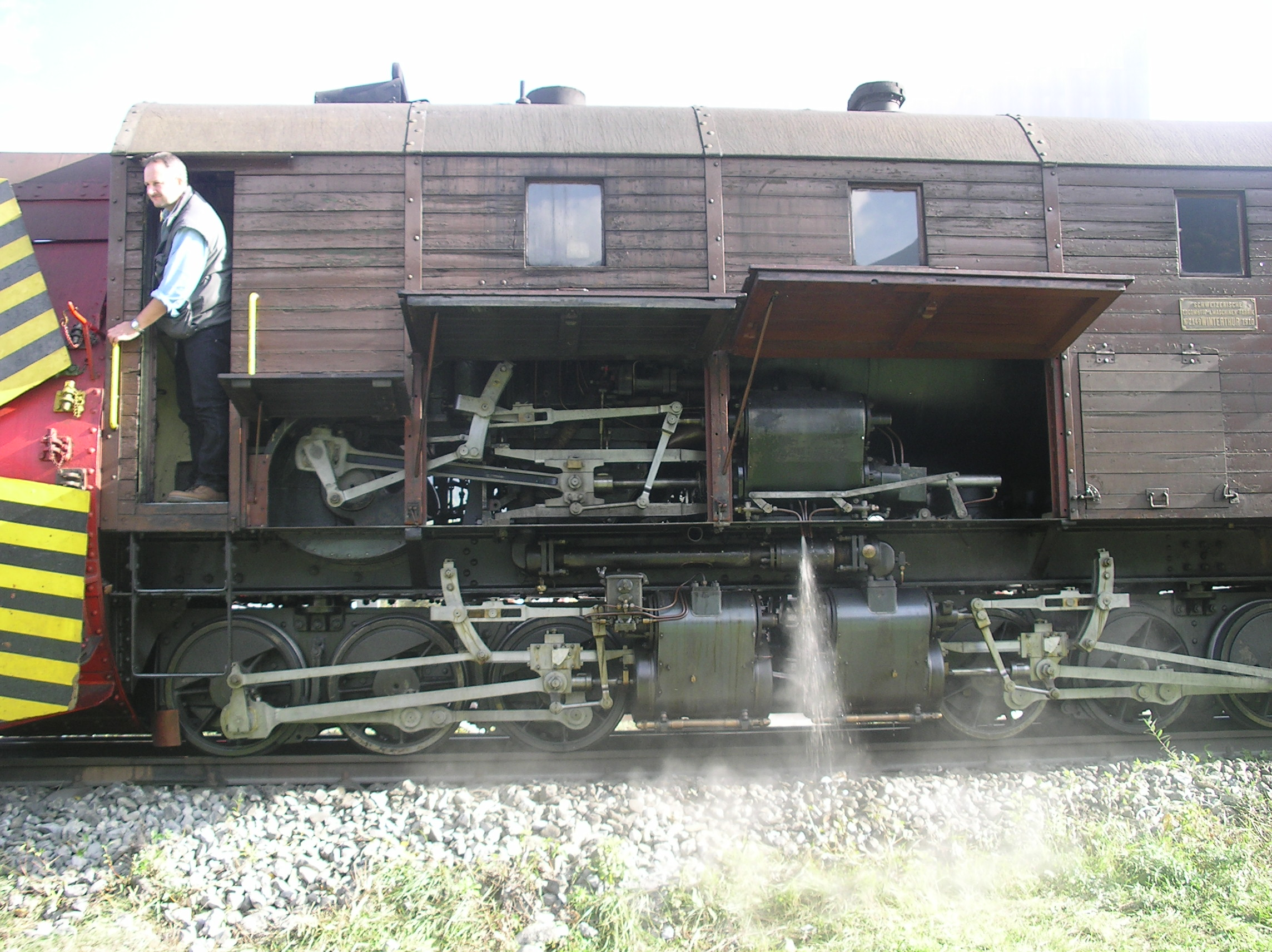
Dampfmaschine des Schleuderrades oben; Triebdrehgestelle nach Bauart Meyer unten
Schneeschleuder an der Schweizerische Landesausstellung 1939 in Zürich